# چیبوراشکا (فیلم ۲۰۲۳)
چیبوراشکا (به روسی: Чебурашка) یک فیلم کمدی روسی در سبک لایو اکشن روسی به کارگردانی دیمیتری دیاچنکو است که در سال ۲۰۲۳ منتشر شد. این فیلم اقتباسی از کتاب کودکان دهه ۱۹۶۰ ادوارد اوسپینسکی به نام «گنا تمساح و دوستانش» و اقتباس کارتونی شوروی آن دربارهٔ ماجراهای «گنا تمساح» و «چیبوراشکا» است. در این فیلم اولگا کوزمینا در نقش شخصیت اصلی به همراه سرگئی گارماش، فئودور دوبرونراوف و النا یاکوولوا بازی می‌کنند. ایده فیلم در اوایل سال ۲۰۲۰ به مرحله اجرا درآمد، اما فیلمبرداری در اوایل سال ۲۰۲۱ آغاز شد.
این فیلم عموماً نقدهای متفاوت تا مثبتی از منتقدان و تماشاگران دریافت کرد. منتقدان جلوه‌های بصری آن را بسیار تحسین کردند، اگرچه داستان قابل پیش‌بینی در نظر گرفته شد. پس از موفقیت فیلم، قراردادی برای ساخت دنباله تائید شد.

## گیشه
چیبوراشکا یک رکورد باکس آفیس در میان فیلم‌های روسی منتشر شده در ۱ ژانویه به دست آورد: بیش از ۲۲۵ میلیون روبل در روز اول اکران و ۸۳۷ میلیون روبل در سه روز اول به دست آورد. پس از پانزده روز اکران، این فیلم قبلاً بیش از ۴ میلیارد روبل جمع‌آوری کرده بود، که آن را به پردرآمدترین فیلم روسی تبدیل کرد. همچنین اولین فیلمی بود که بیش از ۵ میلیارد پوند فروش داشت.